# 33e cérémonie des Tony Awards
La 33e cérémonie des Tony Awards a eu lieu le 3 juin 1979 au Shubert Theatre de Broadway et fut retransmise sur CBS. La cérémonie récompensait les productions de Broadway en cours pendant la saison 1979-1980.

## Cérémonie
La cérémonie fut présentée par Jane Alexander, Henry Fonda et Liv Ullmann.
Le thème de la cérémonie était les superstitions théâtrales et diverses autres croyances.

### Prestations
Lors de la soirée, plusieurs personnalités se sont succédé pour la présentation des prix dont ; Tom Bosley, Barry Bostwick, Ellen Burstyn, Georgia Engel, Jane Fonda, Celeste Holm, John Houseman, Barnard Hughes, Angela Lansbury, Ron Leibman, Jack Lemmon, Hal Linden, Jean Marsh, Al Pacino et Dick Van Dyke.
Plusieurs spectacles musicaux présentèrent quelques numéros en live :
- Ballroom ("Fifty Percent" - Dorothy Loudon)
- The Best Little Whorehouse in Texas ("The Aggie Song" - La troupe)
- Eubie ("Hot Feet" - Gregory Hines)
- I Remember Mama ("A Little Bit More" - Liv Ullmann, George Hearn et la troupe)
- Sweeney Todd: The Demon Barber of Fleet Street ("The Worst Pies in London" - Angela Lansbury)
- They're Playing Our Song ("They're Playing Our Song" - Robert Klein et Lucie Arnaz)

## Palmarès
| Meilleure pièce | Meilleure comédie musicale |
| --- | --- |
| - The Elephant Man – Bernard Pomerance - Bedroom Farce – Alan Ayckbourn - C'est ma vie, après tout ! – Brian Clark - Wings – Arthur Kopit | - Sweeney Todd: The Demon Barber of Fleet Street - Ballroom - The Best Little Whorehouse in Texas - They're Playing Our Song |
| Meilleur livret | Meilleure partition originale |
| - Hugh Wheeler – Sweeney Todd - Jerome Kass – Ballroom - Larry L. King et Peter Masterson – The Best Little Whorehouse in Texas - Neil Simon – They're Playing Our Song | - Sweeney Todd – Stephen Sondheim (musique et paroles) - Carmelina – Burton Lane (musique) et Alan Jay Lerner (paroles) - Eubie! – Eubie Blake (musique) et Noble Sissle, Andy Razaf, F. E. Miller, Johnny Brandon et Jim Europe (paroles) - The Grand Tour – Jerry Herman (musique et paroles) |
| Meilleur acteur dans une pièce | Meilleure actrice dans une pièce |
| - Tom Conti – C'est ma vie, après tout ! dans le rôle de Ken Harrison - Philip Anglim – The Elephant Man dans le rôle de John Merrick - Jack Lemmon – Tribute dans le rôle de Scottie Templeton - Alec McCowen – St. Mark's Gospel dans le rôle de Mark                                      | - Constance Cummings – Wings dans le rôle d'Emily Stilson - Carole Shelley – The Elephant Man dans le rôle de Madge Kendal - Jane Alexander – First Monday in October dans le rôle de Ruth Loomis - Frances Sternhagen – On Golden Pond dans le rôle d'Ethel Thayer                             |
| Meilleur acteur dans une comédie musicale | Meilleure actrice dans une comédie musicale |
| - Len Cariou – Sweeney Todd dans le rôle de Sweeney Todd - Vincent Gardenia – Ballroom dans le rôle d'Alfred Rossi - Joel Grey – The Grand Tour dans le rôle de S. L. Jacobowsky - Robert Klein – They're Playing Our Song dans le rôle de Vernon Gersch                                     | - Angela Lansbury – Sweeney Todd dans le rôle de Mrs. Lovett - Tovah Feldshuh – Sarava dans le rôle de Flor - Dorothy Loudon – Ballroom dans le rôle de Bea Asher - Alexis Smith – Platinum dans le rôle de Lila Halliday                                                                       |
| Meilleur acteur de second rôle dans une pièce | Meilleure actrice de second rôle dans une pièce |
| - Michael Gough – Bedroom Farce dans le rôle d'Ernest - Bob Balaban – The Inspector General dans le rôle d'Óssip - Joseph Maher – Spokesong dans le rôle de The Trick Cyclist - Edward James Olmos – Zoot Suit dans le rôle de El Pachuco                                                    | - Joan Hickson – Bedroom Farce dans le rôle de Delia - Laurie Kennedy – Man and Superman dans le rôle de Violet Robinson - Susan Littler – Bedroom Farce dans le rôle de Kate - Mary-Joan Negro – Wings dans le rôle d'Amy                                                                      |
| Meilleur acteur de second rôle dans une comédie musicale | Meilleure actrice de second rôle dans une comédie musicale |
| - Henderson Forsythe – The Best Little Whorehouse in Texas dans le rôle de Sheriff Ed Earl Dodd - Richard Cox – Platinum dans le rôle de Dan Danger - Gregory Hines – Eubie! dans le rôle d'un performer - Ron Holgate – The Grand Tour dans le rôle de Colonel Tadeusz Boleslav Stjerbinsky | - Carlin Glynn – The Best Little Whorehouse in Texas dans le rôle de Mona Stangley - Joan Ellis – The Best Little Whorehouse in Texas dans le rôle de Shy - Millicent Martin – King of Hearts dans le rôle de Madame Madeleine - Maxine Sullivan – My Old Friends dans le rôle de Mrs. Cooper   |
| Meilleure mise en scène pour une pièce | Meilleure mise en scène pour une comédie musicale |
| - Jack Hofsiss – The Elephant Man - Alan Ayckbourn et Peter Hall – Bedroom Farce - Paul Giovanni – The Crucifer of Blood - Michael Lindsay-Hogg – C'est ma vie, après tout ! | - Harold Prince – Sweeney Todd - Michael Bennett – Ballroom - Peter Masterson et Tommy Tune – The Best Little Whorehouse in Texas - Robert Moore – They're Playing Our Song |
| Meilleure chorégraphie | Meilleurs décors |
| - Michael Bennett et Bob Avian – Ballroom - Henry LeTang et Billy Wilson – Eubie! - Dan Siretta – Whoopee! - Tommy Tune – The Best Little Whorehouse in Texas | - Eugene Lee – Sweeney Todd - Karl Eigsti – Knockout - David Jenkins – The Elephant Man - John Wulp – The Crucifer of Blood |
| Meilleurs costumes | Meilleures lumières |
| - Franne Lee – Sweeney Todd - Theoni V. Aldredge – Ballroom - Ann Roth – The Crucifer of Blood - Julie Weiss – The Elephant Man | - Roger Morgan – The Crucifer of Blood - Ken Billington – Sweeney Todd - Beverly Emmons – The Elephant Man - Tharon Musser – Ballroom |

## Autres récompenses
Le Regional Theatre Tony Award a été décerné à American Conservatory Theater de San Francisco, Californie. Une récompense fut décernée à Walter F. Diehl et le Lawrence Langner Memorial Award for Distinguished Lifetime Achievement in the American Theatre fut décerné à Richard Rodgers. Henry Fonda reçu un prix spécial des mains de sa fille Jane Fonda.